# Rede egocêntrica

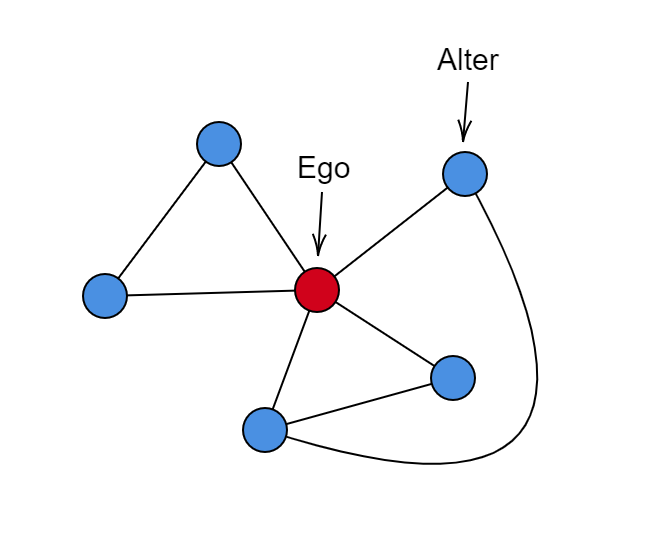
Rede egocêntrica. Nó em vermelho é denominado ego e nós azuis alters.

Uma rede egocêntrica (personal network ou ego-centered network) é uma modalidade de representação no âmbito da análise de redes sociais que tem como foco as relações estabelecidas a partir de um indivíduo específico, denominado ego. Nessa configuração, o interesse analítico recai sobre os vínculos diretos entre o ego e seus contatos imediatos, chamados alters, bem como, eventualmente, as interconexões entre esses alters.
Diferentemente das redes sociocêntricas — que abrangem todos os vínculos dentro de um grupo delimitado —, as redes egocêntricas buscam compreender a estrutura social a partir da perspectiva individual e das conexões mais imediatas do sujeito analisado.

## Conceito e importância
Estudos de redes egocêntricas geralmente não revelam a estrutura da rede completa, uma vez que o objeto de estudo são regiões locais menores da rede. Esses estudos normalmente preocupam-se com propriedades locais da rede social, utilizando como ponto de partida indivíduos com características de interesse. Entretanto, também é possível inferir informações da rede social completa quando levam-se em conta diversas redes egocêntricas extraídas da rede original, mesmo que, uma vez juntas, não necessariamente formem a rede completa. Esta abordagem é especialmente útil quando analisar a rede completa é impraticável devido a limitações metodológicas e/ou computacionais.
Embora a terminologia moderna tenha se consolidado no âmbito da análise de redes sociais a partir da segunda metade do século XX, a ideia de que as relações sociais podem ser mapeadas e analisadas a partir do ponto de vista de um ator não é recente. Georg Simmel, ainda em 1908, em sua obra clássica Sociologia: Investigações sobre as Formas de Socialização, já argumentava que a vida social emerge e se organiza a partir de interações dinâmicas entre indivíduos. Simmel introduziu categorias analíticas fundamentais — como as díades e tríades — que enfatizam a importância das posições e das relações no interior dos agrupamentos sociais.
Mais recentemente, obras como Egocentric Network Analysis: Foundations, Methods, and Models (2018), de Brea L. Perry, Bernice A. Pescosolido e Stephen P. Borgatti, consolidaram a análise egocêntrica como um subcampo especializado distinguindo-a por sua capacidade de combinar a perspectiva relacional com informações sobre atributos individuais dos alters e do ego, permitindo examinar como fatores sociais, culturais e econômicos condicionam aspectos da vida cotidiana como o acesso a recursos, informações e apoio social.
Dessa forma, o conceito de rede egocêntrica, que emergiu da confluência entre a teoria social e as metodologias de mapeamento relacional, tornou-se uma ferramenta indispensável para compreender as estruturas e os padrões que moldam a vida social dos indivíduos. Sua importância reside, sobretudo, na capacidade de revelar como as posições que os sujeitos ocupam em suas redes pessoais influenciam oportunidades, percepções e comportamentos nas mais diversas esferas da experiência social.

## Coleta e análise de dados
Na perspectiva metodológica da análise de redes sociais, a investigação de redes egocêntricas visa identificar as conexões diretas de um indivíduo — o ego — com outros atores — os alters —, e examinar as propriedades estruturais, funcionais e composicionais dessas relações.
Existem basicamente duas maneiras de obter redes egocêntricas:
- Projetando: quando as redes egocêntricas são construídas diretamente a partir da coleta de dados. Por exemplo, um projeto de pesquisa que tenha como ponto de partida um indivíduo em particular (ego), ele é solicitado a listar aqueles com quem mantém relações sociais significativas em determinado contexto ou período[1] através de um questionário gerador de nomes[7] (name generators). Pensemos numa amostra de estudantes para mapear suas relações de amizade. Nesse caso, cada estudante (ego) fornece informações sobre seus contatos diretos (alters), possibilitando a construção imediata de sua rede pessoal.[8]
- Derivando: quando parte de redes completas ou globais já disponíveis servem para derivar subconjuntos focados em determinados indivíduos ou grupos. Pense nas redes provenientes de mídias sociais (por exemplo, Facebook ou Twitter), através elas é possível isolar redes egocêntricas filtrando os dados com base em características específicas dos usuários. Assim, podem-se analisar, por exemplo, as conexões imediatas de participantes com determinado perfil de interesse para o estudo.[7]

Em qualquer caso, uma decisão importante a ser tomada é definir a vizinhança da rede egocêntrica, ou quantos contatos o ego pode atingir.
Outro ponto importante é que, uma vez identificados os alters, procedimentos complementares — conhecidos como name interpreters — são utilizados para coletar informações adicionais sobre cada um deles e sobre a natureza das relações estabelecidas (frequência de contato, tipo de vínculo, apoio fornecido, entre outros) (Perry, Pescosolido e Borgatti, 2018).
A etapa seguinte envolve a construção de matrizes e a representação gráfica das redes egocêntricas (assim como nos procedimentos de análise de redes sociais gerais), permitindo a análise sistemática de suas propriedades. Entre as métricas mais recorrentes na análise de redes egocêntricas destacam-se o tamanho da rede, que se refere ao número total de alters listados pelo ego redes maiores tendem a indicar maior diversidade e potencial de acesso a informações e recursos; sua densidade, que mede o grau de interconexão entre os alters, ou seja, a proporção de laços existentes entre eles em relação ao número máximo possível de conexões - uma rede densa sugere coesão e homogeneidade, mas também pode indicar redundância informacional (Wasserman e Faust, 1994); sua diversidade, que avalia a heterogeneidade dos alters em relação a características como idade, gênero, ocupação e origem étnica - redes diversas tendem a oferecer acesso a informações e recursos mais variados (Perry, Pescosolido e Borgatti, 2018); a centralidade do ego, cuja posição pode ser analisada em termos do grau de dependência dos alters e da possibilidade de intermediação entre eles - ainda que o ego seja, por definição, o ponto focal da rede. Além dessas medidas, a análise qualitativa das redes egocêntricas é frequentemente mobilizada para interpretar o significado das conexões e a dinâmica relacional subjacente.
O uso da análise de redes egocentradas em contextos sociais urbanos informais foi fortemente influenciado pelas contribuições de Barry Wellman e Alden Klovdahl. Segundo Wellman (1992), as redes egocentradas permitem observar a estrutura social a partir da perspectiva do indivíduo (ego), evidenciando os vínculos cotidianos por meio dos quais circulam apoio, recursos e informações. Ele enfatiza que essas redes não se restringem a pertencimentos grupais ou institucionais, mas revelam formas flexíveis de sociabilidade, especialmente relevantes em contextos de pobreza e informalidade. Já Klovdahl (1994) define as redes egocentradas como o conjunto de pessoas com quem o ego mantém contato e que podem ser mobilizadas na resolução de problemas práticos. Sua abordagem destaca a multiplicidade funcional dos vínculos e seu papel direto na vida cotidiana dos indivíduos. Fontes e Eichner (2004), ao estudarem a comunidade de Chão de Estrelas no Recife, mobilizam essas contribuições para justificar a análise de redes egocentradas como método eficaz para compreender a formação do capital social em contextos urbanos periféricos.
É importante destacar que a análise de redes egocêntricas combina frequentemente abordagens quantitativas e qualitativas. Enquanto as métricas permitem descrever padrões e identificar tendências, as informações contextuais e descritivas acerca das relações ajudam a entender como esses padrões se traduzem em experiências sociais concretas. Como enfatizado por Perry, Pescosolido e Borgatti (2018), é justamente essa capacidade de articular estrutura e agência que confere à análise de redes egocêntricas seu caráter distintivo e sua importância para as ciências sociais.

### Níveis das redes egocêntricas
Redes egocêntricas propagam-se em níveis, assim sua análise pode ser realizada em diferentes níveis de complexidade, dependendo da extensão das relações consideradas além do vínculo direto entre o ego e seus alters. A literatura especializada distingue principalmente três níveis de redes egocêntricas, que variam conforme o grau de inclusão de interações entre terceiros e a profundidade do mapeamento relacional (Wasserman e Faust, 1994; Perry, Pescosolido e Borgatti, 2018; Cook, 2017).
O nível 1.0 representa a forma mais básica de rede egocêntrica, sendo constituída do ego e seus alters imediatos, cuja distância máxima é 1. Neste nível não se considera as relações que possam existir entre os alters. Formalmente, trata-se de um grafo estrela e sua estrutura é composta por laços que partem do ego e se conectam individualmente a cada alter, sem interconexões horizontais. Esta configuração é útil para analisar o tamanho da rede, a composição dos contatos e a diversidade de laços disponíveis ao indivíduo.
O nível 1.5 amplia a análise ao incluir, além das conexões do ego com seus alters, as ligações existentes entre os próprios alters. Porém, não incluem-se conexões com outros nós, exceto se estes já estão presentes como alters do ego. Em outras palavras, além da estrutura básica do nível 1, existem conexões entre os alters. Dessa forma, torna-se possível investigar a densidade da rede, a presença de subgrupos coesos e a estrutura de apoio ou redundância social em torno do ego. Redes de nível 1.5 oferecem informações importantes sobre o grau de integração ou fragmentação das relações sociais que cercam o indivíduo (Perry, Pescosolido e Borgatti, 2018; Cook, 2017).
O nível 2.0 aprofunda ainda mais a análise ao incorporar os alters dos alters, ou seja, os contatos de segunda ordem. Ele inclui todos os nós que estão a uma distância 2 do ego, quer isto é, todas as características dos níveis anteriores são incluídas além da presença dos contatos imediatos dos alters. Essa abordagem possibilita a identificação de caminhos indiretos de acesso a informações, recursos e influências sociais. A análise de redes de nível 2.0 é mais complexa, pois requer dados adicionais sobre as redes pessoais dos alters e sua interconexão com outros atores, mas oferece uma visão mais rica e precisa da inserção social do ego no tecido social mais amplo (Wasserman e Faust, 1994, Cook, 2017).
Além da definição dos níveis, é importante considerar que o processo de expansão de uma rede egocêntrica do nível 1.0 para o 2.0 envolve técnicas específicas de coleta de dados. Um dos procedimentos mais utilizados para isso é a amostragem em bola de neve (snowball sampling), amplamente reconhecida na metodologia da análise de redes sociais (Wasserman e Faust, 1994; Perry, Pescosolido e Borgatti, 2018). A ideia por trás desta técnica é semelhante a uma busca em largura, ou seja, consiste em selecionar inicialmente um ou mais indivíduos — o núcleo da rede — e solicitar que identifiquem seus contatos diretos. Em seguida, os contatos indicados são convidados a listar também os seus próprios vínculos, permitindo que a rede se expanda progressivamente para indivíduos localizados a duas ou mais distâncias do ego. Esse método é análogo a uma busca em largura em grafos e é particularmente eficiente para explorar redes em que os limites do conjunto de atores não são previamente conhecidos.
Ao utilizar a amostragem em bola de neve, pesquisadores conseguem mapear redes egocêntricas de nível 2.0 de maneira sistemática, capturando tanto os vínculos imediatos do ego quanto as conexões estabelecidas pelos alters, e ampliando assim a compreensão sobre as posições intermediárias, os fluxos de informação e a formação de comunidades dentro do tecido relacional mais amplo.
A escolha do nível de análise depende dos objetivos da pesquisa, dos recursos disponíveis para coleta de dados e da natureza do fenômeno investigado. Redes mais simples (nível 1.0) são apropriadas para estudos focados em características individuais dos contatos e padrões gerais de suporte social. Já redes mais complexas (níveis 1.5 e 2.0) são preferidas em investigações que buscam entender dinâmicas mais elaboradas de coesão, intermediação e circulação de recursos nas redes sociais pessoais.

## Visualização de redes egocêntricas
A visualização de redes egocêntricas é uma ferramenta importante para compreender as relações interpessoais. Ela permite representar graficamente as conexões sociais do ego com seus alters, facilitando a análise de padrões de sociabilidade, intensidade dos laços e localização dos contatos.
Entre as técnicas mais utilizadas estão:
- Diagramas radiais: os alters são dispostos ao redor do ego, localizado no centro da visualização, com camadas ou círculos indicando diferentes graus de proximidade ou categorias de laços;
- Diagramas em camadas hierárquicas: os nós são organizados em níveis, permitindo identificar relações funcionais ou hierárquicas entre os contatos;
- Matrizes de adjacência: representam as conexões em formato tabular, permitindo destacar padrões estruturais e redundâncias.

Uma abordagem recente e relevante nesse campo é a técnica chamada NodeDesign. Ela se refere à aplicação de princípios de design visual na disposição dos nós (nodos) e suas conexões, visando tornar mais clara e interpretável a estrutura da rede egocentrada. O foco está na legibilidade, distinção funcional dos vínculos e eficiência cognitiva do diagrama.
Estudos comparativos sugerem que visualizações em camadas ou centradas no ego oferecem melhor desempenho interpretativo por parte dos usuários, especialmente em contextos de análise aplicada ou comunicação pública de dados.
Além de seu papel analítico, a visualização também cumpre função pedagógica e comunicacional, facilitando a compreensão de estruturas sociais complexas por públicos não especializados.

## Exemplos de aplicação metodológica
Uma aplicação da análise de redes egocentradas em contextos urbanos foi conduzida por Eduardo Marques e Renata Bichir (2011), que estudaram redes de apoio social em São Paulo e no Rio de Janeiro. A pesquisa teve como objetivo compreender como os indivíduos mobilizam seus vínculos mais próximos em três situações sociais específicas: auxílio cotidiano, busca de emprego e enfrentamento de crises de saúde.
A abordagem metodológica foi baseada em survey representativo, realizado em 2008 com 1.744 pessoas (sendo 801 em São Paulo e 943 no Rio de Janeiro). A amostragem foi desenhada para representar tanto a população geral quanto os 40% mais pobres de cada cidade. Foram coletados dados sobre redes egocentradas com perguntas específicas sobre quem ajudava os entrevistados em diferentes situações, permitindo listar até dez pessoas por tipo de ajuda. 
As redes foram analisadas com base em indicadores como: - Tamanho da rede (média de 5,2 nomes por indivíduo); - Multiplicidade (quando uma mesma pessoa aparece em mais de uma rede temática); - Tipo de laço (parente, vizinho, amigo, colega de trabalho, etc.); - Grau de localismo (se o contato reside no mesmo bairro); - Composição dos vínculos (homofilia por sexo, idade, posição social etc.).
A partir dos dados coletados, os autores realizaram uma análise de agrupamentos (cluster analysis) para classificar os tipos de redes egocentradas em cinco perfis distintos entre pobres e não pobres, de acordo com combinações de tamanho, composição e grau de localismo. Essa tipologia permitiu observar a variação das redes em função de ciclo de vida, renda, escolaridade, migração e gênero.
Os resultados mostraram que: - As redes são altamente locais (86% dos contatos vivem no mesmo bairro) e compostas majoritariamente por parentes e vizinhos; - O tamanho das redes e sua diversidade são diretamente relacionados ao nível de renda e escolaridade dos indivíduos; - Redes mais homogêneas e locais estão associadas a condições sociais mais precárias, enquanto redes mais heterogêneas, com presença de amigos e contatos externos, ocorrem entre os mais favorecidos; - A ajuda para questões de saúde é a mais comum e estável, mesmo entre os mais pobres; - A pesquisa destaca a circularidade entre redes e desigualdade social, mostrando como redes mais fechadas tendem a reproduzir limitações de acesso a oportunidades.
Outro exemplo da aplicação de análise de redes egocêntricas em contexto urbano periférico pode ser encontrado no estudo de Fontes e Eichner (2004), que investigaram a formação do capital social na comunidade de Chão de Estrelas, uma área de baixa renda localizada na zona norte do Recife.
A pesquisa se baseou em uma abordagem qualitativo-quantitativa -  combinou a análise de conteúdo das entrevistas com a representação gráfica e estatística das redes -, utilizando a metodologia de análise de redes egocentradas para mapear as conexões sociais de moradores locais. O principal foco da investigação era compreender como os indivíduos, por meio de suas redes pessoais de sociabilidade, acessavam recursos sociais, econômicos e simbólicos — ou seja, como acumulavam capital social.
Do ponto de vista metodológico, a instrumentalização da abordagem egocêntrica envolveu: a) Entrevistas estruturadas com moradores selecionados a partir de diferentes zonas da comunidade, de modo a representar a diversidade territorial interna; b) Um formulário padronizado que incluía questões sobre vínculos de confiança, ajuda mútua, troca de informações e participação em atividades comunitárias; c) A construção de mapas de rede egocêntrica, com base em indicadores como: c.1) Tamanho da rede (número de contatos mencionados); c.2) Tipo de laço (forte ou fraco, com base na frequência e intensidade da interação); c.3) Grau de homofilia (semelhança entre ego e alter em termos de residência, classe, escolaridade); c.4) Territorialidade dos laços (proximidade física dos contatos: dentro ou fora da comunidade); c.5) Função dos vínculos (troca de apoio emocional, financeiro, orientação política etc.).
O estudo revelou que as redes egocêntricas dos moradores eram marcadas por forte homofilia territorial — ou seja, predominavam os vínculos com pessoas que residiam na mesma área da comunidade, reforçando a endogeneidade dos laços. Os laços fortes (como familiares, vizinhos próximos e amigos íntimos) eram predominantes, evidenciando uma dinâmica de apoio mútuo baseada em confiança relacional e reciprocidade. 
Os autores também observaram que essas redes, embora densas, apresentavam baixa diversidade de vínculos externos, o que limitava o acesso a novos recursos e oportunidades (o que, em termos de rede, reduz o capital social "ponte"). Por outro lado, mostraram-se eficazes na mobilização local, sobretudo em momentos de articulação política, como reivindicações por melhorias urbanas. Esse estudo evidencia como a análise de redes egocentradas pode ser aplicada em contextos de vulnerabilidade social, oferecendo um retrato microestrutural das relações sociais e de sua funcionalidade para a reprodução ou superação da desigualdade.
1. ↑  Na análise de redes egocêntricas, o capital social é entendido como os recursos acessíveis por meio dos vínculos sociais (Flap, 1991), diferindo da concepção de Bourdieu, que o define como um acúmulo de capital simbólico associado a relações duráveis de reconhecimento e poder.